# 윤종수 (1907년)
윤종수(1907년 12월 18일~?)는 대한민국의 정치인이다. 제5대 국회의원을 지냈다.

## 역대 선거 결과
|  | 13.79% |

|  | 24.50% |

|  | 25.73% |